# Geologia de Santa Catarina
A geologia de Santa Catarina é domínio de estudos e conhecimentos sobre os aspectos geológicos do território catarinense. Santa Catarina apresenta terrenos de várias idades geológicas, a partir da de hoje (holoceno) até a mais antiga (arqueano). Os balneários naturais se compõem de material holocênico. São rochas feitas de sedimentos, que desagregam-se das demais, que os agentes como os rios e as águas salgadas do oceano Atlântico e, numa grande quantidade de vezes, os ventos depositam e transportam. Há também rochas sedimentares mais velhas, como as areias dos balneários naturais; rochas sedimentares, como os materiais formadores do Primeiro Planalto Catarinense/Planalto de Canoinhas/Planalto Paleozoico, os materiais constituintes dos terrenos que realizam a mineração do carvão.
São encontrados, raramente, juntamente dos balneários naturais, montanhas que se compõem de rochas metamórficas representativas de materiais que as erupções já bem velhas os extravasaram dentro do globo. São rochas, então, originárias de erupção vulcânica.
O solo de Santa Catarina, com cobertura vegetal frequente, encontra-se acima de uma cama de materiais que resultam do mecanismo desagregado dos minerais que compõem as rochas e dos minerais quimicamente decompostos.
Possivelmente faz-se um resumo de que os materiais materiais representativos dos terrenos geológicos de Santa Catarina são de várias rochas, sendo em sua maioria, estas:
- Sedimentares recentes: constituindo planícies flúvio-marinhas e vales fluviais.
- Sedimentares antigas: constituindo o Planalto de Canoinhas áreas de encosta que dirigem-se ao Planalto e trechos ocasionais do Planalto.
- Metamórficas antigas: constituindo da área mais extensa do Planalto.

Sob a ótica dos interessados em mineralogia, certas rochas possuem minerais muito importantes. Nas rochas sedimentares antigas (paleozoicas) surgem as camadas de carvão. Essas rochas utilizam, também, materiais fragmentados, como as argilas, empregadas como matéria-prima para a cerâmica.
Na porção meridional do estado, demais minerais são economicamente importantes, como a fluorita, minério de Urussanga e Estação Cocal. O calcário é outro mineral muito importante, porque se utiliza principalmente para fabricar cimento. Aparece sob a forma de sedimento e metamorfose especialmente nos terrenos da encosta litorânea (Camboriu) e no Vale do Itajaí-Mirim. Nessas regiões, o mármore é algo economicamente valioso.
O recurso mineral mais economicamente interessante é o carvão, mas as mesmas rochas comuns, como os granitos, os gnaisses, apresentam-se, grandemente, como materiais de construção, calçamentos de ruas, etc.
As argilas, que são minerais fragmentados, pois seus materiais formadores são substâncias de desagregação e alterações químicas, quando possuem grande "plasticidade", denominadas "caolínicas" são muito importantes. Desenvolvem mais de cem olarias e cerâmicas em várias regiões de Santa Catarina.